# Miloš Klicman
František Miloš Klicman (2. června 1890 Karlín, nyní Praha – 23. října 1957 Mělník) byl český knižní grafik - autodidakt, civilním povoláním inženýr v oblasti cukrovarnictví.

## Život
Ing. Miloš Klicman se narodil v rodině posluhy Václava Klicmana a jeho manželky Františky Pacalové. Byl knižní grafik - autodidakt, civilním povoláním inženýr v oblasti cukrovarnictví v Mochově. Od mládí byl vynikající kreslíř. K zájmu o knižní grafiku ho přivedl Arnošt Procházka.
Česká fotografka Markéta Luskačová je jeho vnučka.

## Dílo
Upravoval knihy pro Moderní revui, edici Knihy dobrých autorů, kterou vydávala Kamilla Neumannová a pro Josefa Floriana Dobré Dílo ve Staré Říši na Moravě. Dále pracoval pro vydavatelství: Bedřich Kočí, František Borový, Družstevní práce a pro uměleckou revui „Veraikon“. Jeho vzory byli renesanční italští typografové Aldus Manutius a Piero Pacini a moderní tvůrci William Morris a Aubrey Beardsley. Na jaře 1916 vystavoval 13 knižních obálek na Průmyslové výstavě v Obecním domě v Praze. Do roku 1940 upravil 61 knih. Mimo typografii se zabýval navrhováním unikátních knižních vazeb, kresbou, grafikou a tvorbou ex libris.

### Knižní ilustrace
- De profundis (Zápisky ze žaláře v Readingu a Čtyři listy, autor Oscar Wilde, přeložil Antonín Starý, dřevoryty Miloš Klicman; Praha-Olšany, Kamilla Neumannová,	1915)
- Viktorie (historie lásky, autor Knut Hamsun, překlad z norštiny Hugo Kosterka, dřevoryty Miloš Klicman; Olšany, Kamilla Neumannová, 1916)